# Saint-Genès-Champanelle
Saint-Genès-Champanelle è un comune francese di 3 243 abitanti situato nel dipartimento del Puy-de-Dôme nella regione dell'Alvernia-Rodano-Alpi. Qui è situato il Circuito di Clermont-Ferrand.

## Società

### Evoluzione demografica
Abitanti censiti

## Amministrazione

### Gemellaggi
- Monterosso al Mare, dal 2003